# Antrolana lira
Antrolana lira är en kräftdjursart som beskrevs av Bowman 1964. Antrolana lira ingår i släktet Antrolana och familjen Cirolanidae. IUCN kategoriserar arten globalt som sårbar. Inga underarter finns listade i Catalogue of Life.